# Leucoraja
Genre
Leucoraja est un genre de raies.

## Liste des espèces
- Leucoraja circularis (Couch, 1838)
- Leucoraja compagnoi (Stehmann, 1995)
- Leucoraja erinacea (Mitchill, 1825) - Raie hérisson
- Leucoraja fullonica (Linnaeus, 1758) - Raie chardon
- Leucoraja garmani (Whitley, 1939)
- Leucoraja lentiginosa (Bigelow et Schroeder, 1951)
- Leucoraja leucosticta (Stehmann, 1971)
- Leucoraja melitensis (Clark, 1926) - Raie de Malte
- Leucoraja naevus (Müller et Henle, 1841)
- Leucoraja ocellata (Mitchill, 1815)
- Leucoraja wallacei (Hulley, 1970)
- Leucoraja yucatanensis (Bigelow et Schroeder, 1950)